# اشتون (آیووا)
اشتون (به انگلیسی: Ashton) شهری در ایالت آیووا کشور ایالات متحده آمریکا است که جمعیت آن در سرشماری سال ۲۰۱۰ میلادی، ۴۵۸ نفر بوده‌است.